# Kangourou
Kangourou della Matematica è una competizione attiva in Australia già dal 1981 ed introdotta in Europa nel 1991.

## Obiettivi
La competizione si svolge solitamente il terzo giovedì di marzo e vede impegnati studenti che vanno dalla quarta elementare alla quinta superiore. Essa insiste sull'obiettivo educativo e divulgativo, piuttosto che su quello competitivo: diffondere una cultura matematica di base, costruire un attendibile strumento di confronto su scala mondiale e, nel contempo, sfruttare appieno la ricchezza sociale che l'apporto di idee da tanti paesi diversi può fornire, sono i motivi primari e illuminanti della sua azione.
Nel 2009 Kangourou ha interessato 5.000.000 di partecipanti di 47 paesi.

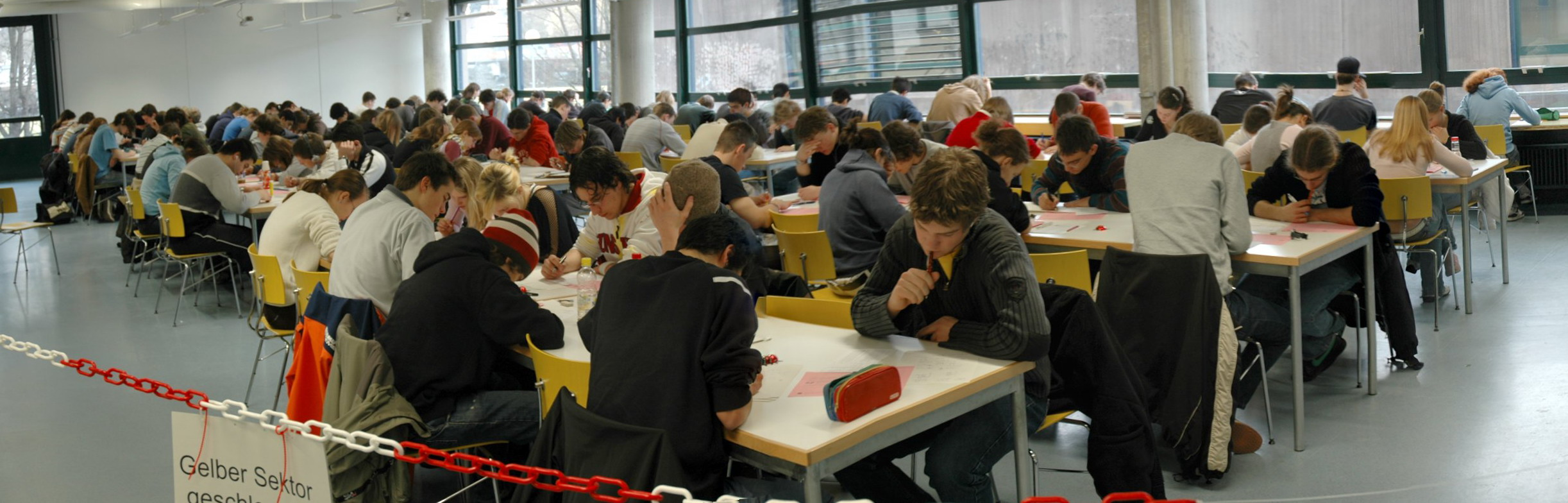
Studenti a una prova Kangaroo in Germania

## Categorie e struttura
Le categorie in cui vengono suddivisi i concorrenti sono 5, a difficoltà sempre maggiore:
- Écolier         - quarta e quinta elementare;
- Benjamin        - prima e seconda media inferiore;
- Cadet           - terza media inferiore;
- Junior          - prima e seconda superiore;
- Student         -  terza, quarta e quinta superiore.

La prova si compone di 30 quesiti (24 per la categoria Écolier) a risposta chiusa (cinque opzioni di risposta per domanda), la cui risoluzione è permessa entro un tempo massimo di 75 minuti. Il punteggio attribuito ad ogni risposta corretta è variabile: sono infatti suddivise in tre gruppi di 10 quesiti ciascuno (8 per gli Écolier), con difficoltà e punteggio crescenti (3 punti per il primo gruppo, 4 per il secondo e 5 per il terzo). Il massimo è di 120 punti (96 per la categoria Écolier). Ogni risposta lasciata in bianco vale 0 punti; se si dà una risposta sbagliata viene sottratto un ammontare di punti pari a un quarto del valore del problema (rispettivamente 0,75, 1 e 1,25 punti), questo per evitare che il concorrente risponda a caso sperando in un colpo di fortuna.

### La finale
La prova della finale si compone di 6 quesiti a risposta aperta, che richiedono, oltre alla soluzione, anche la spiegazione del procedimento eseguito e il tutto in 3 ore di tempo.
La prima domanda vale 5 punti, la seconda 7 punti, la terza 11 punti, la quarta 14 punti, la quinta 18 punti e la sesta 22 punti, con un massimo di 77 punti; per ogni problema possono essere assegnati tutti i punti o solo parte di essi.
Se almeno due alunni che la scuola ha presentato nel giro di 3 anni non ottengono almeno 7 punti, la scuola da cui provengono verrà esclusa dalla competizione per 5 anni.

## Classifica
La classifica è stilata a livello nazionale per ogni categoria, ed i ragazzi con i migliori piazzamenti vengono ammessi alla finale nazionale Italiana che si tiene a Mirabilandia in maggio. Di solito, si passa alla finale nazionale ottenendo almeno la "sufficienza" cioè 72 punti su 120. Ogni scuola inoltre può portare a Mirabilandia al massimo due studenti: se 3 o più studenti ottengono un piazzamento sufficiente per la qualificazione alla fase nazionale, a questa passano solo i primi due mentre gli altri costituiscono le riserve in caso di eventuali defezioni o rinunce.